# The Bips
The Bips is een Nijmeegse punkband rond zanger en gitarist Jozzy Rubenski. De band speelt 'seventies punk' en is sterk beïnvloed door de Sex Pistols, Dead Moon en The Heartbreakers. De band bestaat sinds 1987 en behoort tot de tweede generatie Nijmeegse punkbands. Bassist Toy Boy Roy en drummer Bock maakten voordat ze bij The Bips speelden deel uit van de eerste Nijmeegse punkbands; ze speelden bij The Squats, The Magnificent, VD Boiler, Ravioli Kids, The Drastics en Katzenjammer. The Bips raakte landelijk in de publiciteit, door bijdragen in een televisieprogramma van Linda de Mol en de radioshow van Henk Westbroek. Door die aandacht is The Bips niet onomstreden in Nijmeegse anarcho-punk-kringen.

## Biografie
The Bips werd in 1987 opgericht in Druten door Jozzy Rubenski. Na twee gelegenheidsoptredens is het even stil rond de band. Rubenski doet wel mee aan de Hitkwis, een televisieprogramma gepresenteerd door Henk Westbroek. Ook Herman Brood is aanwezig in de aflevering en overhandigt Rubenski een schilderij met het woord Bips erop. In 1988 speelt de band, dan met bassist Honni Ponni Tonni en drummer Mark Kotsekop, in het programma Linda van Linda de Mol. Het optreden en het interview dat daaraan vooraf gaat, levert de dag erna een artikel op in De Telegraaf.
In 1989 speelt The Bips in Hegelsom, in hun voorprogramma staan Heideroosjes. Die band vraagt in 1997 The Bips terug als hun voorprogramma wanneer Heideroosjes in een uitverkocht Paradiso staat. Uiteindelijk wordt bassist Tonni vervangen door Toy Boy Roy en drummer Mark door Bock. In 1993 stopt The Bips tijdelijk en gaat Jozzy verder met de band Love Kills.
The Bips gaat verder in 2001 wanneer Bock na veel omzwervingen weer in Nederland terugkeert. De band maakt in de jaren daarna veel bezettingswisselingen door waarbij Jozzy Rubenski de enige constante factor is. Eind 2011 keert drummer Bock weer terug en wordt Joris Ruijzenaars de nieuwe bassist. Sinds 2015 is het stil rond de band, Jozzy speelt dat jaar nog wel in Vera tijdens het benefiet voor Andrew Loomis, drummer van Dead Moon.
In 2013 verschijnt het boek Jozzy - Het Bipsboek over Jozzy en The Bips. Het boek is geschreven door Alex van der Hulst en uitgegeven door de uitgeverij van Wintertuin

## Discografie
- Let Me Tell You This (1989)
- This Is Jurisdiction (1990)
- This Time For Real (2002)
- If Life Was Like A Gig Of John Plain (2004)